# Tricellaria multispinosa
Tricellaria multispinosa är en mossdjursart som beskrevs av Liu 1984. Tricellaria multispinosa ingår i släktet Tricellaria och familjen Candidae. Inga underarter finns listade i Catalogue of Life.